# 응용수학

차량 경로 문제의 효율적 해답을 내기 위해서는 조합 최적화와 정수 계획법의 도구들이 필요하다.

응용수학(應用數學, 영어: applied mathematics)은 수학 중에 다른 학문을 설명하는데 유용한 부분을 이용하여 다른 학문을 수학적으로 형식화하여 문제를 해결하는 학문이다. 예를 들어 전산학, 수리 물리학, 수리 생물학, 수리 경제학, 수리 언어학, 운용 과학 등이 있다. 
미적분학, 선형대수학, 편미분 방정식론, 함수해석학, 확률론, 수치해석학, 최적화 이론 등 응용이 많이 되는 대표적인 수학분야들이 있다. 그러나, 예를 들어, 편미분 방정식론, 수치 해석학, 최적화 이론 등이 자주 응용된다고 해서 응용수학이라고 분류 할 수는 없다. 반드시 수학 이외의 내용과 '연결점'이 같이 다뤄져야만 응용수학이다. 예컨대 최적화 이론에서는 최소값을 구하므로, 당연히 물리학, 경제학, 공학 등에서 자주 응용된다. 그러나 최소값을 구하는 건 그냥 수학 내에서도 중요하고, 여러 가지 부등식들이나 리만 기하학의 최소 곡면론 같은 흔히 순수수학이라고 일컬어지는 내용과도 밀접하다. 편미분 방정식론도, 경제학, 과학, 공학 등에서 구축한 수리적 모형에서 편미분 방정식을 쓰는 경우가 자주 있어서 응용이 많이 되는 것일뿐이다. 그래서, 편미분 방정식론, 수치 해석학, 최적화 이론등은 응용이 자주되는 수학이지만, 응용수학이 아니고 그냥 수학(또는 순수수학)이다. 반면에  수리 물리학, 수리 생물학, 수리 경제학 등에서는 수학 이외의 내용을 수리적 모형으로 만드는것 같은 수학 이외의 내용이 나오기 때문에 응용수학이다.

## 같이 보기
- 수리 물리학
- 인공지능(AI)
- 수리 경제학
- 수리 생물학
- 전산언어학
- 전산학